# Système de crédit social
Pour la théorie économique, voir Crédit social.

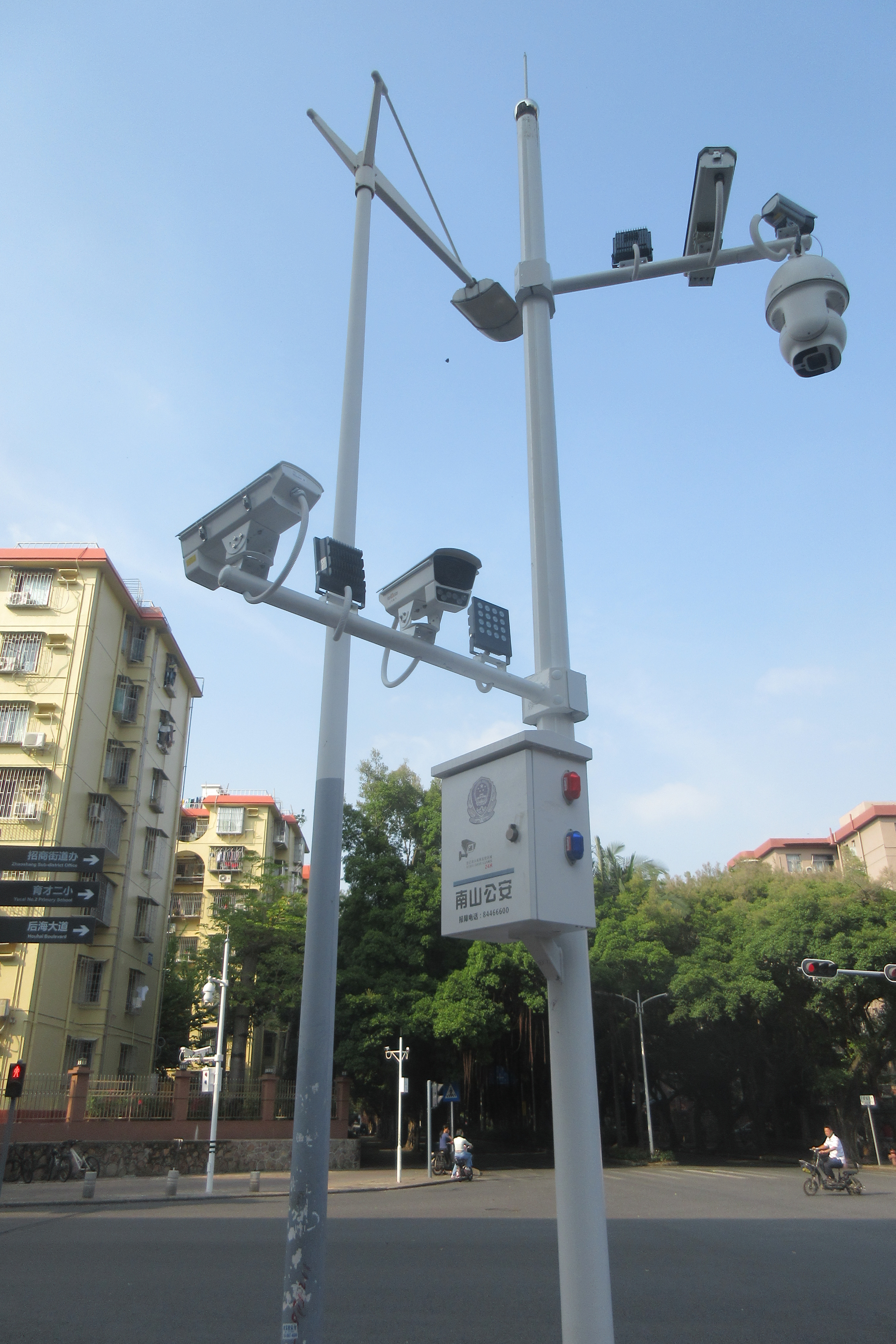
Caméra de surveillance à une intersection de Shenzhen

Le système de crédit social (chinois : 社会信用体系 ; pinyin : shèhuì xìnyòng tǐxì ; litt. « système de confiance/crédit social ») est un terme désignant un ensemble de programmes menés par l’État chinois visant à réglementer le secteur du crédit financier. Contrairement à une idée largement répandue en Occident, il n’existe pas de « note unique » attribuée à chaque citoyen à l’échelle nationale. Le dispositif national comprend principalement deux systèmes distincts : le système de crédit financier (征信), géré par la Banque populaire de Chine, qui enregistre l’historique des prêts et cartes de crédit des particuliers et des entreprises ; et la liste judiciaire des « défaillants à exécuter un jugement » (失信被执行人), qui sanctionne les personnes ou entités disposant des moyens d’exécuter une décision de justice — souvent pour rembourser une dette — mais refusant délibérément de le faire.

## Principe
Ce projet du gouvernement chinois vise à mettre en place un système national de réputation des citoyens et des entreprises, inspiré du score de crédit aux États-Unis,, en y ajoutant un système de récompenses et de pénalités pour ceux respectant ou ne respectant pas les règles édictées. Chacun d'entre eux se voit attribuer une note, échelonnée entre 350 et 950 points, dite « crédit social », fondée sur les données dont dispose le gouvernement à propos de leur statut économique et social,,,.
Ce système d’enregistrement permet de suivre et d’évaluer la fiabilité des entreprises, des individus et des institutions gouvernementales. Il repose sur un cadre réglementaire national qui distingue différents niveaux de listes blanches (appelées listes rouges en Chine) et de listes noires.
Il existe une idée fausse largement répandue selon laquelle la Chine gère un « score » de crédit social national, unique et basé sur le comportement des individus, entraînant des sanctions en cas de score insuffisant. Les médias occidentaux ont parfois exagéré ou mal interprété ce concept,,,. En 2019, le gouvernement central a exprimé son mécontentement à l’égard des villes pilotes qui expérimentaient des systèmes de crédit social. Il a publié des directives précisant que les citoyens ne pouvaient pas être punis pour de faibles scores et que les sanctions devaient se limiter aux infractions définies par la loi ainsi qu’aux violations civiles. En conséquence, les villes pilotes ont soit abandonné leurs systèmes basés sur des points, soit les ont restreints à une participation volontaire, sans conséquences significatives pour ceux ayant de faibles scores,. Selon un rapport de février 2022 de l’Institut Mercator pour les études chinoises (MERICS), l’idée d’un « score » de crédit social est un mythe, car il n’existe « aucun score qui détermine la place d’un citoyen dans la société ».
L’origine de ce concept remonte aux années 1980, lorsque le gouvernement chinois a cherché à établir un système de notation de crédit bancaire et financier personnel, en particulier pour les particuliers vivant en zone rurale et les petites entreprises ne disposant pas de documents officiels. Le programme a pris forme au début des années 2000, inspiré par les systèmes de notation de crédit d’autres pays. Des essais régionaux ont été lancés en 2009, suivis d’un projet pilote national en 2014, impliquant huit sociétés d’évaluation du crédit.
Le système de crédit social constitue une extension du système de notation de crédit juridique et financier déjà en place en Chine. Géré par la Commission Nationale du Développement et de la Réforme (NDRC), la Banque Populaire de Chine (PBOC) et la Cour Populaire Suprême (CPS), ce système vise à standardiser la fonction de notation de crédit et à réaliser des évaluations financières et sociales pour les entreprises, les institutions gouvernementales, les particuliers et les organisations non gouvernementales. L’objectif déclaré du gouvernement chinois est de renforcer la confiance au sein de la société grâce à ce système et de réguler les entreprises dans des domaines tels que la sécurité alimentaire, la propriété intellectuelle et la fraude financière. En 2023, la plupart des initiatives de crédit social du secteur privé ont été abandonnées.

## Historique

### Contexte
L’origine du système de crédit social remonte au début des années 1990 dans le cadre des tentatives de développement de systèmes de notation de crédit bancaire et financier personnels en Chine, et a été inspirée par les systèmes de crédit commercial occidentaux comme FICO, Equifax et TransUnion.  Le système de crédit vise à faciliter l’évaluation financière dans les zones rurales, où les particuliers et les petites entreprises manquaient souvent de documents financiers.
En 1999, la femme d’affaires Huang Wenyun a rédigé un rapport suite à ses expériences négatives concernant la fiabilité des entreprises nationales et à ses recherches sur la gestion du crédit dans le contexte commercial des États-Unis. À cette époque, la gestion du crédit et la notation étaient des concepts encore peu connus en Chine. Huang a transmis son rapport au Premier ministre Zhu Rongji, qui l’a approuvé. En août 1999, Zhu a ordonné à la Banque populaire de Chine de prendre des mesures immédiates. En septembre de la même année, l’Institut d’économie de l’Académie chinoise des sciences sociales a lancé un projet de recherche visant à établir un système national de gestion du crédit. Un financement de plus de 300 000 RMB a été accordé pour soutenir cette initiative de recherche, qui a également permis de mener des travaux de terrain aux États-Unis et en Europe. Aux États-Unis, le groupe de recherche a étudié et préparé des traductions de 17 lois américaines relatives aux rapports de crédit, dont le Fair Credit Reporting.
En janvier 2000, le groupe de recherche de l’Académie chinoise des sciences sociales a rassemblé ses travaux dans un document intitulé « Système national de gestion du crédit ». Parmi les universitaires impliqués, Lin Junyue s’est distingué en devenant une figure intellectuelle majeure dans le développement du crédit social. Le Premier ministre Zhu a approuvé ce texte et a chargé les responsables de dix ministères et commissions d’explorer la mise en place d’un système de gestion du crédit social. À la fin du mois de janvier 2000, le Conseil des Affaires d’État a publié un essai de Zhu dans lequel il affirmait que la Chine devait « rectifier vigoureusement le crédit social ». En mars 2000, Zhu a présenté le rapport d’activité du gouvernement à l’Assemblée populaire nationale, soulignant la nécessité de réformer le crédit social dans le cadre de la supervision des institutions financières, de la lutte contre la fraude, de l’évasion fiscale et du remboursement des dettes.

### 2002 à 2014
En 2002, la construction d’un système de crédit social a été officiellement annoncée lors du 16e Congrès national du Parti communiste chinois. Le gouvernement central n’avait pas développé de vision spécifique de ce à quoi pourrait ressembler le système définitif. Les gouvernements locaux devaient élaborer des initiatives pilotes qui pourraient ensuite guider l’approche politique plus large.  
En 2003, le Conseil d’État a déclaré que le cadre de base et les mécanismes opérationnels d’un crédit social devraient être établis dans un délai de cinq ans. Les objectifs de cette période n’ont pas été atteints, bien que les aspects financiers du crédit social se soient développés beaucoup plus que les aspects non financiers. Parmi les aspects financiers du crédit social qui se sont développés rapidement, il y avait l’évaluation du crédit. En mars 2006, la Banque populaire de Chine a créé le Centre de référence de crédit, qui dispose d’informations sur la solvabilité financière et a établi des dossiers financiers de base pour 990 millions de citoyens chinois en 2019. Ces dossiers ne concernent que la finance et ne disposent d’aucun mécanisme de liste noire.  
En 2007, la Conférence conjointe interministérielle sur la création de la SCS a été créée, remplaçant le petit groupe dirigeant qui était auparavant le principal organe politique pour les questions de crédit social. Les plans initiaux du système de crédit social ont été rédigés en 2007 par des organismes gouvernementaux.  Le système de crédit social tente également de résoudre le problème du vide moral, de la supervision insuffisante du marché et de l’inégalité des revenus générée par les changements économiques et sociaux rapides depuis la réforme économique chinoise de 1978.  À la suite de cela, des problèmes de confiance sont apparus dans la société chinoise, tels que des scandales de sécurité alimentaire, des violations du droit du travail, des vols de propriété intellectuelle et de la corruption. Parmi les objectifs du crédit social figure la promotion et l’éducation morale concernant l’intégrité personnelle et l’honnêteté. La politique du système de crédit social tire son origine des pratiques policières et de gestion du travail.
Le gouvernement de la Chine moderne a conservé des systèmes d’enregistrement papier pour les individus et les ménages, tels que le dàng’àn (档案) et le hùkǒu (户口), auxquels les fonctionnaires peuvent se référer. Cependant, ces systèmes ne fournissent pas le même degré de réactivité ni la même rapidité de rétroaction et de conséquences pour les citoyens chinois que le système électronique intégré, en raison de la difficulté considérablement plus grande d’agréger des enregistrés.
Le système de crédit social trouve également ses racines dans une gestion sociale de type grille, une stratégie de maintien de l’ordre mise en œuvre pour la première fois dans certaines régions à partir de 2001 et 2002, sous l’administration de Jiang Zemin, secrétaire général du Parti communiste chinois. En 2002, l’administration Jiang a proposé un système de crédit social dans le cadre de la promotion d’un « système de marché moderne, unifié, ouvert, compétitif et ordonné ».
Dans sa phase initiale, la police de réseau représentait un système de communication plus efficace entre les bureaux de sécurité publique. En quelques années, le système de grille a été adapté à la distribution des services sociaux. Cette gestion en réseau a permis aux autorités d’acquérir une meilleure compréhension de la situation au niveau collectif, tout en améliorant le suivi et la surveillance des individus.
En 2018, le sociologue Zhang Lifan a souligné que la société chinoise d’aujourd’hui souffre encore d’un manque de confiance. Les gens s’attendent souvent à être trompés ou à rencontrer des problèmes, même s’ils sont innocents. Selon lui, cette méfiance trouve son origine dans la Révolution culturelle, période durant laquelle amis et membres de la famille ont été délibérément opposés les uns aux autres, entraînant la mort de millions de Chinois. L’objectif affiché du système de crédit social est d’aider les Chinois à rétablir la confiance entre eux.
L’un des objectifs du crédit social est de renforcer la crédibilité du système judiciaire en assurant une exécution plus efficace des décisions de justice. En 2013, la Cour Populaire Suprême (CPS) de Chine a mis en place une liste noire de débiteurs comportant environ 32 000 noms. Cette initiative a depuis été qualifiée de première étape vers un système national de crédit social par les médias d’État. La liste noire de la CPS inclut des citoyens et des entreprises chinois qui refusent de se conformer aux décisions judiciaires (généralement des ordonnances les sommant de payer une amende ou de rembourser un prêt), alors qu’ils ont les moyens de le faire. Elle est accessible en ligne sur le portail des jugements défaillants de la Cour Populaire Suprême, et les informations y figurant sont également partagées avec Credit China et le Système National d’Information sur le Crédit des Entreprises. Par ailleurs, la CPS a commencé à collaborer avec des entreprises privées. Par exemple, Sesame Credit a commencé à réduire le score de crédit des personnes qui n’ont pas réglé leurs amendes judiciaires.
Bien qu’il y ait eu un enthousiasme institutionnel pour un système de crédit social entre 2004 et 2014, la mise en œuvre a été compromise par des difficultés de planification, résultant de la relation complexe entre les initiatives d’évaluation du crédit, définies de manière étroite, et les objectifs réglementaires, formulés de manière plus vague. De plus, un manque de coordination centrale a engendré des goulets d’étranglement au sein des institutions.

### 2014 à 2020
Le Conseil d’État a cherché à accélérer le développement du crédit social et, en 2014, a publié les Grandes lignes de planification pour la construction d’un système de crédit social (2014-2020). Le plan de planification a été une étape majeure dans l’approche de la Chine pour développer un système de crédit social ; avant le Plan d’action de 2014, il n’y avait qu’un seul document de politique générale (publié en 2007). Depuis le plan de planification, le Conseil d’État a publié de nouvelles directives chaque année.  
Le plan de planification portait principalement sur l’activité économique dans les domaines du commerce, des affaires gouvernementales, de l’intégrité sociale et de la crédibilité judiciaire. Il a fixé des objectifs généraux qui devraient être atteints d’ici 2020 :
1. un mécanisme de récompense et de punition devrait être pleinement efficace,
2. une enquête de crédit de base couvrant l’ensemble de la société devrait être établie,
3. des mécanismes de contrôle du crédit devraient être mis en place,
4. les marchés des services de crédit devraient se comporter bien ;
5. des lois, des règlements et des normes fondamentales du crédit social devraient être établis.

En 2015, la Banque Populaire de Chine a donné son autorisation à huit entreprises pour débuter des essais de systèmes de crédit social. Parmi ces entreprises figurent Sesame Credit, détenu par le groupe Alibaba et géré par Ant Financial, ainsi que Tencent, ainsi que les plus grands services de covoiturage et de rencontres en ligne de Chine, Didi Chuxing et Baihe.com, respectivement. En général, plusieurs entreprises ont collaboré avec le gouvernement pour développer les logiciels et les algorithmes utilisés pour évaluer le crédit. Ces programmes pilotes, mis en place par des conglomérats privés chinois, ont reçu l’aval de l’État pour expérimenter des systèmes de crédit social. Bien que ces projets pilotes soient plus répandus que ceux des administrations locales, ils fonctionnent sur une base volontaire : les citoyens peuvent choisir de se retirer de ces systèmes à tout moment, sur simple demande. Les utilisateurs ayant de bons scores peuvent bénéficier d'avantages tels qu'un accès facilité aux prêts, des réductions pour les services de covoiturage et de location de vélos, des demandes de visa accélérées, des bilans de santé gratuits, ainsi qu'un traitement privilégié dans les hôpitaux.
En 2016, le Conseil des affaires d’État a recommandé aux acteurs du marché d’accorder un traitement préférentiel aux entités présentant des antécédents financiers de crédit exceptionnels, tout en réservant des services différenciés à celles dont les antécédents sont gravement indignes de confiance.
Le gouvernement central chinois avait d'abord envisagé que le système de crédit social soit géré par une entreprise privée, mais en 2017, il a reconnu la nécessité d'une gestion par un tiers. Cependant, aucune licence n'a été accordée à des entreprises privées. À la mi-2017, le gouvernement chinois a décidé qu'aucun des programmes pilotes ne serait autorisé à devenir un système officiel d'évaluation du crédit. Les raisons invoquées incluent les conflits d'intérêts, le besoin de maintenir un contrôle gouvernemental, ainsi que le manque de coopération dans le partage des données entre les entreprises participant au développement. Toutefois, le fonctionnement du système de crédit social par une entité apparemment externe, comme une collaboration formelle entre entreprises privées, n'a pas été complètement écarté.
En novembre 2017, Sesame Credit a démenti avoir partagé ses données avec le gouvernement chinois. La même année, la Banque populaire de Chine a délivré une licence conjointe à Baihang Credit, valable trois ans. Baihang Credit est codétenu par la National Internet Finance Association (36 %) et huit autres sociétés (8 % chacune), ce qui permet à l'État de conserver le contrôle et de superviser la création de nouveaux programmes pilotes commerciaux. À la mi-2018, seuls des projets pilotes avaient été testés, sans aucune mise en œuvre officielle.
Des entreprises privées ont également conclu des contrats avec les gouvernements provinciaux pour établir l’infrastructure de base du système de crédit social à l’échelle provinciale. En mars 2017, 137 sociétés d’évaluation du crédit commercial étaient actives sur le marché chinois. Dans le cadre de l’élaboration du système de crédit social, le gouvernement chinois suit de près les avancées des systèmes de notation de crédit développés par des tiers. Finalement, le gouvernement chinois a décidé de ne plus soutenir le système de notation de crédit élaboré par le secteur privé, et ces projets pilotes sont demeurés des programmes de fidélisation d’entreprise.
En décembre 2017, la Commission nationale du développement et de la réforme et la Banque populaire de Chine ont sélectionné des « villes modèles » qui démontraient les étapes nécessaires pour mettre en œuvre le système de crédit social de manière fonctionnelle et efficace. Parmi eux figurent : Hangzhou, Nanjing, Xiamen, Chengdu, Suzhou, Suqian, Huizhou, Wenzhou, Weihai, Weifang, Yiwu et Rongcheng.  projets pilotes ont été jugés efficaces dans leur gestion des « listes noires et des listes rouges », leur création de « plateformes de partage de crédits » et leurs « efforts de partage de données avec les autres villes ».
En 2018, certaines restrictions avaient été imposées aux citoyens, ce que les médias d’État ont décrit comme la première étape vers la création d’un système de crédit social à l’échelle nationale.
Selon Antonia Hmaidi de l’Institut Mercator pour les études sur la Chine (MERICS), les expériences du système de crédit social des gouvernements locaux sont davantage axées sur la construction de systèmes transparents basés sur des règles, contrairement aux systèmes de notation utilisés dans les pilotes commerciaux. Les citoyens commencent souvent par un score initial, auquel des points sont ajoutés ou déduits en fonction de leurs actions. Le nombre spécifique de points pour chaque action est souvent répertorié dans des catalogues accessibles au public. Les villes ont également expérimenté un système à plusieurs niveaux, dans lequel les districts décident des scorekeepers chargés de communiquer les scores aux supérieurs. Certaines expériences ont également permis aux citoyens de faire appel des scores qui leur ont été attribués.
En 2019, le gouvernement central a exprimé son « mécontentement » à l’égard des villes pilotes qui expérimentaient des scores de crédit social. Il a publié des directives stipulant qu'aucun citoyen ne peut être sanctionné en raison de faibles scores, et que toute punition ne peut s'appliquer qu'à des crimes et des infractions civiles clairement définis par la loi. Cela a conduit les villes pilotes à adapter leurs programmes afin qu'ils se limitent à encourager les comportements positifs ou qu'ils ne soient pas mis en œuvre du tout.
En juillet 2019, un porte-parole de la NDRC a déclaré lors d'une conférence de presse que « les cotes de crédit personnelles peuvent être associées à des incitations à la fiabilité, mais ne peuvent en aucun cas servir de base à des sanctions ». De son côté, le gouvernement de Hong Kong a affirmé, toujours en juillet 2019, que les allégations concernant le déploiement d'un système de crédit social à Hong Kong étaient « totalement infondées » et a précisé que ce système ne serait pas mis en œuvre dans la région.
Toujours en 2019, de hauts responsables de la NDRC ont indiqué que plus de 10 % des personnes figurant sur la liste noire pour fraude fiscale avaient remboursé leurs impôts. Ils ont également noté une diminution de 22,7 % du taux de mauvais crédit et une baisse du nombre d'entreprises inscrites sur la liste noire. Selon ces responsables, ces résultats étaient jugés « remarquables ».

### 2020 à aujourd’hui
En 2020, la Cour populaire suprême a annoncé qu’un total de 7,51 millions de personnes ayant des antécédents de défaillance avaient rempli leurs obligations légales et avaient été retirées de la liste noire, ce qui représente la moitié des défaillants inscrits à cette date. À la suite de la pandémie de COVID-19, divers aspects du système de crédit social ont été modifiés. Le 1er février 2020, la Banque populaire de Chine a annoncé la suspension temporaire de l’inclusion des paiements hypothécaires et des paiements par carte de crédit dans le dossier de crédit des personnes touchées par la pandémie. De plus, plusieurs agences de notation de crédit privées, dont Sesame Credit, ont interrompu leurs évaluations de crédit financier. Plusieurs villes ont mis en place des mécanismes incitatifs pour encourager les entreprises à apporter leur aide en cas de pandémie, notamment en établissant une liste rouge pour celles qui fournissent des fonds et des fournitures, avec des avantages tels que des procédures administratives simplifiées, un soutien politique accru ou une aide financière supplémentaire.
En ce qui concerne l’application du crédit social, les provinces et les villes ont promulgué des règlements prévoyant de lourdes sanctions pour les comportements répréhensibles tels que les hausses de prix injustifiées, la violence envers les médecins, la vente de fournitures médicales contrefaites, le non-respect des mesures de prévention de la pandémie et les infractions liées au commerce des espèces sauvages.
En 2020, les mesures de protection des droits, dans le cadre des indicateurs de surveillance de l’état du crédit urbain et des alertes précoces de la NDRC, ont souligné la nécessité pour les villes d’établir des procédures de redressement de crédit transparentes, à traiter dans des délais appropriés. Il a également été précisé que les villes doivent éviter une généralisation excessive du concept de crédit, affirmant que certains comportements individuels, tels que les pétitions adressées au gouvernement, les frais de propriété impayés ou le non-respect des feux rouges (parmi d’autres exemples énumérés), ne devraient pas figurer dans le dossier de crédit d’une personne.
En novembre 2020, le Conseil des affaires d’État a publié ses avis d’orientation sur l’amélioration des systèmes de limitation des personnes indignes de confiance et la mise en place de mécanismes de renforcement de la solvabilité ayant un effet à long terme. Le message central des avis directeurs était que de nouvelles listes noires ne devraient pas être créées sur une base ad hoc et que le crédit social ne devrait pas être appliqué dans des domaines politiques sans consensus suffisant. Il a déclaré que les processus de rétablissement du crédit doivent être améliorés, que les listes noires ne doivent être utilisées qu’en cas de préjudice grave et que la sécurité et la confidentialité de l’information doivent être prioritaires.  
En novembre 2021, l’Organisation des Nations Unies pour l’éducation, la science et la culture (UNESCO) a adopté une recommandation sur l’éthique de l’IA. Parmi ses recommandations, il y a le fait que « les systèmes d’IA ne devraient pas être utilisés à des fins de notation sociale ou de surveillance de masse ». La Chine est signataire du document.  
À la suite de leur soumission aux commentaires du public, la Chine a publié en décembre 2021 la liste nationale des mesures de pénalité de base en cas de non-fiabilité et le répertoire national des informations sur le crédit public. Le Répertoire national établit des limites sur les types d’informations de crédit qui peuvent être collectées ou utilisées comme base pour des pénalités ou des récompenses de crédit social. Il décrit trois catégories de données :
1. des renseignements qui peuvent être pris en considération ;
2. des renseignements sur les violations qui ne peuvent être pris en considération que lorsque les circonstances de l’infraction sont graves ;
3. des informations qui ne peuvent jamais être incluses dans le crédit social.

Les informations appropriées à prendre en compte comprennent des informations sur l’exécution des jugements judiciaires, les violations administratives, entre autres éléments, et la reconnaissance positive d’un comportement digne de confiance. Les renseignements appropriés uniquement lorsque les circonstances de l’infraction sont graves comprennent les petits arriérés de paiement ou la fraude aux tarifs de transport en commun. Le National Directory interdit la prise en compte d’informations privées telles que les préférences religieuses ou les pétitions au gouvernement.
L’objectif de la liste nationale de décembre 2021 est d’uniformiser davantage les mesures de sanction. Il précise que les organes administratifs ne peuvent pas étendre les sanctions au-delà de celles prévues par la législation et la réglementation au niveau national. Dans une directive de 2022, le Conseil des Affaires d’État a déclaré qu’il « explorera activement des moyens innovants d’utiliser le concept et les méthodes de crédit pour résoudre les difficultés, les goulets d’étranglement et les points douloureux qui restreignent les activités économiques et sociales du pays ».  Le 14 novembre 2022, la NDRC a publié un projet de loi sur l’établissement du système de crédit social. Selon l’universitaire Vincent Brussee, le projet « était profondément insatisfaisant pour les observateurs de la SCS dans le monde entier. Il ne stipulait rien qui ne soit déjà réglementé dans l’un des nombreux documents récents sur le système. Le brouillon n’a fait que copier-coller des extraits de ceux-ci. L’universitaire Haiqing Yu écrit que « le projet de loi est un patchwork de politiques et de réglementations existantes qui privilégient l’unification plutôt que la clarification ».
En 2022, plus de 62 programmes pilotes différents du système de crédit social ont été mis en œuvre par les gouvernements locaux.  Les programmes pilotes ont été lancés à la suite de la publication en 2014 du « Plan de planification pour la construction d’un système de crédit social » par les autorités chinoises. Le gouvernement supervise la création et le développement de ces projets pilotes gouvernementaux en leur demandant de publier régulièrement un « accord interministériel sur l’application conjointe des récompenses et des sanctions pour les conduites « dignes de confiance » et « non fiables » ».
Bien que certains rapports aient indiqué que le crédit social serait alimenté par l’intelligence artificielle (IA), à partir de 2023, les décisions de pénalité étaient prises par des humains, et non par l’IA, et la numérisation restait limitée pour les gouvernements locaux, qui sont restés peu développés et ressemblent à des programmes de fidélité incitatifs comme ceux gérés par les compagnies aériennes. La participation est entièrement volontaire et il n’y a pas d’autre incitation que de perdre l’accès à des récompenses mineures. Par crainte d’aller trop loin et de s’y opposer, le gouvernement central chinois a interdit les sanctions pour les faibles scores et les infractions mineures. Au cours des essais dans la ville, les programmes pilotes n’ont connu qu’une participation limitée. De nombreuses personnes vivant dans les villes pilotes ne sont pas au courant de l’existence de ces programmes. À Xiamen, 210 059 utilisateurs ont activé leur compte de crédit social, soit environ 5 % de la population de Xiamen. 60 000 personnes, soit 1,5 % de la population de Wuhu, ont participé au système ; Hangzhou compte 1 872 316 participants (15 %) et moins d’utilisateurs réguliers du système. Les scores ne sont pas partagés entre les villes, car les critères et les mécanismes de notation sont différents.
En 2023, la plupart des initiatives de crédit social du secteur privé avaient été abandonnées par la Banque Populaire de Chine, et les réglementations avaient sévi contre la plupart des programmes pilotes de notation locaux.

## Organisation
Le crédit social en Chine est une vaste catégorie de politiques visant à faire respecter des obligations légales, notamment des lois, des règlements et des contrats. Le crédit social n’apporte pas lui-même de nouvelles restrictions ; il se concentre sur l’augmentation de la mise en œuvre des restrictions existantes. Il existe de multiples systèmes de crédit social en Chine, dont certains sont conçus et gérés par l’État, tandis que d’autres sont exploités par des entreprises privées. Les approches gouvernementales de la Chine en matière de crédit social sont décrites dans divers ensembles de documents publiés par différentes institutions. Il n’existe pas de système intégré, ni de document complet définissant une approche unifiée. En général, les diverses approches du crédit social se rejoignent autour du thème de la numérisation croissante, ainsi que de la collecte et de la centralisation des données.
Il n’existe pas de score de crédit numérique unifié pour les entreprises ou les particuliers, mais les plateformes nationales et locales utilisent des systèmes d’évaluation ou de notation différents. En raison des différences entre les divers programmes pilotes et d’une structure de système fragmentaire, les informations concernant le mécanisme de notation sont souvent contradictoires. Inspiré par FICO, un score de crédit social numérique calculé par le comportement et les activités individuelles a été attribué aux citoyens dans certains programmes pilotes développés par des sociétés financières ou des initiatives locales. Cependant, ces pratiques n’étaient pas généralisées et, finalement, le mécanisme de score numérique a été limité aux programmes de notation de crédit et de fidélisation privés. Les participations privées ont finalement été abandonnées par le gouvernement.
Le système prévoit des sanctions pour les contrevenants ; contrairement au passé où les contrevenants étaient punis par un organisme de surveillance ou un tribunal, ils font maintenant face à des sanctions de plusieurs organismes, ce qui augmente considérablement leur effet. Bien que sévères, les sanctions touchent une petite partie des entreprises et des particuliers. En publiant ces sanctions et ces listes noires par le biais des médias d’État et d’autres agences, le système vise à créer un effet dissuasif.
Le crédit social est un exemple de l’approche chinoise du « design de haut niveau » (顶层设计). Il est coordonné par la Commission Centrale pour l’Approfondissement Global des Réformes. Le crédit social, lorsqu’il est référé par le gouvernement chinois, recouvre généralement deux concepts différents. La première est la « solvabilité financière traditionnelle », où elle documente l’historique financier des particuliers et des entreprises et leur attribue une note sur leur capacité à rembourser des prêts futurs. Le deuxième concept est la « solvabilité sociale », où le gouvernement déclare qu’il doit y avoir une plus grande « confiance dans la société ». Et pour instaurer cette confiance, le gouvernement avait proposé de lutter contre la corruption, les escrocs, l’évasion fiscale, la contrefaçon de produits, la publicité mensongère, la pollution et d’autres problèmes problématiques, et de créer des mécanismes pour tenir les individus et les entreprises responsables de ces transgressions.

### Conceptualisation
Les chercheurs ont conceptualisé quatre types de systèmes différents. Ces quatre systèmes ne sont pas interconnectés, mais relativement indépendants les uns des autres, avec leurs propres juridictions, règles et logiques.
Système de fiabilité des entreprises (chinois : 商务诚信体系)
Système de liste noire pour les organisations commerciales discréditées. Ce système est réglementé par le système de notation de crédit financier de la Banque populaire de Chine et le système de notation de crédit commercial.
Système de fiabilité du gouvernement (chinois : 政务诚信体系)
Système d’évaluation ciblant les fonctionnaires et les institutions gouvernementales.
Système de fiabilité sociale (chinois : 社会诚信体系)
Système de liste noire pour les personnes discréditées. Le système de confiance sociale est le plus étroitement lié aux systèmes de surveillance de masse de la Chine.
Système judiciaire de confiance publique (chinois : 司法公信体系)
Système de liste noire pour les défaillants. Ce système est réglementé par la Cour populaire suprême.
En 2023, le gouvernement n’a créé qu’un système principalement axé sur l’évaluation des entreprises plutôt que sur les individus, et consiste en une base de données qui recueille les données sur la conformité à la réglementation des entreprises auprès d’un certain nombre d’organismes gouvernementaux. Kendra Schaefer, responsable de la recherche sur les politiques technologiques au sein de la société de conseil Trivium China, basée à Pékin, a décrit le système dans un rapport pour la Commission d’examen de l’économie et de la sécurité américano-chinoise du gouvernement américain, comme étant « à peu près équivalent à l’IRS, au FBI, à l’EPA, à l’USDA, à la FDA, au HHS, au HUD, au ministère de l’Énergie, au ministère de l’Éducation et à tous les tribunaux, postes de police et grandes entreprises de services publics aux États-Unis partageant les dossiers réglementaires sur une seule plate-forme ». La base de données peut être librement consultée par tout citoyen chinois sur le site Web nouvellement créé appelé « Credit China ». Sa base de données comprend également des informations aléatoires telles qu’une liste d’entreprises de construction de robots approuvées, d’hôpitaux qui ont commis une fraude à l’assurance, d’universités jugées légitimes et une liste de personnes qui ont manqué à un jugement du tribunal.

## Mise en œuvre
Le crédit social n’apporte pas lui-même de nouvelles restrictions ; il se concentre sur l’augmentation de la mise en œuvre des restrictions existantes. Bien que le gouvernement chinois ait annoncé en 2014 qu’il mettrait en œuvre un système de crédit social à l’échelle nationale d’ici 2020, il n’existe en 2023 aucun système à part entière.  
La mise en œuvre du crédit social est principalement axée sur le comportement du marché. En 2023, environ 1 % des entreprises et 0,3 % des particuliers reçoivent des pénalités liées au crédit social par an.

### Rapports de crédit financier
Les rapports de crédit financier nationaux pour les entreprises et les particuliers sont fournis par la Banque populaire de Chine, qui n’attribue aucune notation numérique.

### Listes rouges
Les pratiques associées à la liste rouge visent à promouvoir un comportement exemplaire au niveau individuel ou à encourager la conformité dans le domaine commercial. Ces pratiques varient considérablement et il n'existe pas de réglementation ou de directives de haut niveau abordant en détail les listes rouges. Les avantages les plus fréquemment accordés aux entreprises sur la liste rouge incluent une réduction des charges administratives et des procédures simplifiées. L'une des justifications avancées par le gouvernement pour ces entreprises est qu'elle permet aux régulateurs de se concentrer sur celles ayant un bilan moins favorable en matière de conformité. Les individus figurant sur la liste rouge peuvent également bénéficier d'avantages tels que des réductions sur les frais de stationnement, les transports en commun ou encore des billets à prix réduit pour des sites touristiques.

### Listes noires
La liste noire est basée sur des cas spécifiques d’inconduite, et non sur un score numérique. Le gouvernement central gère un certain nombre de listes noires nationales et régionales basées sur divers types de violations. Le système judiciaire est à la disposition des entreprises, des organisations et des particuliers pour faire appel de leurs violations. À partir de 2019, il fallait généralement de 2 à 5 ans pour être retiré de la liste noire, mais une suppression anticipée est également possible si la personne figurant sur la liste noire « remplit ses obligations légales ou ses recours ». À la fin de 2021, plus de cinq millions de citoyens avaient été touchés par le système de liste noire sous une forme ou une autre.
Il existe trois principaux types de listes noires : la liste noire des défaillants, les listes noires sectorielles et les listes d’interdiction de vol/non-circulation.
Avant d’être ajoutée à une liste noire, une personne ou une entreprise doit être informée de la décision et de la base juridique de celle-ci. Les listes noires peuvent être publiées, bien qu’à partir de 2023 au moins, il n’existe pas de méthode uniforme pour le faire. Certains portails de listes noires peuvent être recherchés en ligne tandis que d’autres sont téléchargés sous forme de PDF ou de fichiers image. Les partis figurant sur la liste noire sont parfois affichés dans des lieux publics, notamment sur Internet, dans les journaux ou à la télévision.

#### Liste noire des défaillants
Voir aussi : jugement défaillant
Avant 2013, le processus d’obtention de l’exécution judiciaire contre les débiteurs judiciaires était fragmenté. En 2013, la Cour populaire suprême a publié les Dispositions relatives à l’annonce de la liste noire des défaillants, qui sont devenues le règlement fondamental de la liste noire des défaillants. Il a déclaré que pour être inclus dans la liste, un défaillant doit être capable de se conformer aux ordonnances du tribunal, mais évite activement de le faire. Sur la base de l’idée que les défaillants devraient rembourser leurs dettes avant d’acheter des produits de luxe, une fois ajoutés à la liste, les défaillants ne peuvent pas :
(1) voyager en avion, en train à grande vitesse ou en train de première classe autre qu’un train à grande vitesse,
(2) séjourner dans des hôtels étoilés ou des terrains de golf,
(3) l’achat de biens immobiliers,
(4) la location d’immeubles de bureaux, d’hôtels ou d’appartements « de haute qualité »,
(5) l’achat de véhicules « non essentiels à l’entreprise »,
(6) les voyages de vacances,
(7) l’envoi des enfants dans des écoles privées à prix d’or,
(8) l’achat de produits d’assurance à primes élevées,
(9) « autres comportements de consommation essentiels non liés à la vie et au travail ».  
En 2019, un tribunal du Hebei a publié une application montrant une « carte des débiteurs mauvais payeurs » dans un rayon de 500 mètres et a encouragé les utilisateurs à signaler les personnes qui, selon eux, pourraient rembourser leurs dettes. Selon le China Daily, un porte-parole de la Cour a déclaré que « cela fait partie de nos mesures visant à faire respecter nos décisions et à créer un environnement socialement crédible ».
La liste noire de la Cour populaire suprême est l’un de ses outils d’application les plus importants, et son utilisation a permis de récupérer des dizaines de milliards de RMB pour les amendes et les retards de remboursement à partir de 2023. Les fondateurs chinois sont de plus en plus placés sur la liste noire nationale des débiteurs par les investisseurs en capital-risque cherchant un retour sur les fonds investis.

#### Listes noires sectorielles
Il existe de nombreuses listes noires sectorielles qui sont gérées par divers organismes réglementaires et administratifs. Principalement, les sanctions pour être inclus dans ces listes noires sont des restrictions discrétionnaires dans les processus administratifs et les interactions avec le gouvernement. Par exemple, les régulateurs peuvent exclure une entreprise figurant sur une liste noire sectorielle de la participation aux marchés publics, révoquer le financement ou les subventions gouvernementales, annuler les permis ou révoquer les qualifications ou les certifications, ou restreindre l’émission d’obligations d’entreprise. Les sanctions ne peuvent pas être élaborées ad hoc et doivent plutôt être fondées sur la législation et la réglementation au niveau national. L’inscription sur les listes noires sectorielles peut être sanctionnée à la fois par l’entreprise contrevenante ainsi que par les représentants légaux, les cadres supérieurs de l’entreprise et le personnel directement responsable de la violation qui a placé l’entreprise sur la liste noire. Plusieurs organismes gouvernementaux peuvent imposer des restrictions à la suite de l’inscription d’une personne ou d’une entreprise sur une liste noire sectorielle. La disponibilité d’une liste noire sectorielle auprès du public signifie également que les partenaires commerciaux potentiels peuvent agir en conséquence et refuser de traiter avec une entreprise figurant sur la liste noire.

#### Listes d’interdiction
L’inscription sur la liste d’interdiction de vol résulte de cas spécifiques d’inconduite dans les trains ou les avions. L’inconduite entraînant l’inscription sur les listes d’interdiction de vol ou de non-vol peut inclure la violation des règles de sécurité, le harcèlement d’autres passagers ou travailleurs des transports, le tabagisme, le scalpage de billets ou l’utilisation de billets contrefaits. L’inclusion sur la liste interdit à une personne d’acheter de nouveaux billets pour une période déterminée, généralement de six à douze mois. Il s’agit de la seule sanction prévue par la liste d’interdiction de circuler ou de voler, et l’inclusion sur ces listes noires n’a aucun impact dans d’autres domaines de la vie ou des affaires.
En mai 2018, plusieurs millions de voyages en avion et en train à grande vitesse avaient été refusés à des personnes qui avaient été mises sur liste noire soit en raison d’un comportement répréhensible dans les avions ou les trains, soit parce qu’elles n’avaient pas respecté un jugement ordonné par un tribunal. En juin 2019, selon la Commission nationale du développement et de la réforme de Chine, 26,82 millions de billets d’avion ainsi que 5,96 millions de billets de train à grande vitesse avaient été refusés à des personnes jugées « indignes de confiance » (失信) (sur une liste noire) et 4,37 millions de personnes inscrites sur la liste noire avaient choisi de remplir leurs devoirs requis par la loi, comme rembourser les jugements ordonnés par le tribunal avant d’être autorisées à voyager à bord du train à grande vitesse et des avions. En juillet 2019, 2,56 millions de billets d’avion supplémentaires ainsi que 90 000 billets de train à grande vitesse ont été refusés aux personnes figurant sur la liste noire.
La liste d’interdiction de vol est administrée par l’Administration de l’aviation civile de Chine. La liste d’interdiction de circulation est administrée par la National Railway Administration.

#### Procédures de retrait des listes noires
Une fois qu’une décision de liste noire est entrée en vigueur, la partie sur liste noire peut déposer une demande de redressement de crédit. Par le biais du processus de redressement de crédit, un contrevenant corrige l’impact de la violation sous-jacente et s’engage à respecter les lois et règlements à l’avenir. Les entreprises qui font l’objet d’une réparation de crédit doivent généralement fournir la preuve qu’elles ont corrigé leurs violations. Les entreprises peuvent également devoir accepter un gage de crédit dans lequel elles s’engagent à respecter les lois et règlements, à respecter les contrats et à accepter d’être soumises à des pénalités plus sévères pour toute violation future. Si les autorités approuvent la demande de redressement de crédit, le contrevenant est retiré de la liste noire et les pénalités sont levées.

### Pour les entreprises
Le système de crédit social est censé apporter une réponse au problème du manque de confiance sur le marché chinois. À partir de 2020, la fonction de réglementation corporative du système semble être plus avancée que celle d’autres parties du système et le « système de crédit social corporatif » a été le principal centre d’attention du gouvernement. À partir de 2020, plus de 73,3 % des mesures d’application de la loi prises depuis 2014 visent les entreprises, soit la plus grande partie de toutes les mesures d’application, tandis qu’environ 1 à 2 % de toutes les entreprises ont été sanctionnées par le système chaque année.
Pour les entreprises, le système de crédit social est censé servir de mécanisme de régulation du marché. L’objectif est d’établir un régime réglementaire auto-exécutoire alimenté par le big data dans lequel les entreprises font preuve d'« auto-retenue » (企业自我约束). L’idée de base est qu’avec un système de crédit fonctionnel en place, les entreprises se conformeront aux politiques et réglementations gouvernementales pour éviter de voir leurs scores abaissés par des employés, des clients ou des clients mécontents. Par exemple, le gouvernement central peut utiliser les données du crédit social pour offrir des subventions et des prêts évalués en fonction du risque aux petites et moyennes entreprises (PME), encourageant ainsi les banques à offrir un meilleur accès aux prêts pour les PME.
Comme on l’envisage actuellement, les entreprises ayant de bonnes cotes de crédit bénéficieront d’avantages tels que de bonnes conditions de crédit, des taux d’imposition plus bas, moins de contrôles douaniers et plus d’opportunités d’investissement. Les entreprises ayant une mauvaise cote de crédit seront potentiellement confrontées à des conditions défavorables pour de nouveaux prêts, à des taux d’imposition plus élevés, à des restrictions d’investissement et à des chances plus faibles de participer à des projets financés par des fonds publics. Les plans gouvernementaux prévoient également un suivi en temps réel des activités d’une entreprise. Dans ce cas, les infractions de la part d’une entreprise pourraient entraîner une baisse du score presque instantanément. Toutefois, la question de savoir si cela se produira réellement dépend de la mise en œuvre future du système ainsi que de la disponibilité de la technologie nécessaire à ce type de surveillance.
Pour améliorer leur cote de crédit, les entreprises doivent se conformer aux règles gouvernementales, comme suivre les directives de confinement du COVID-19.

### Pour les institutions gouvernementales
Les institutions gouvernementales ont fait l’objet du deuxième plus grand nombre de mesures d’application de la loi, représentant 13,3 % des sanctions en 2020, tandis que moins de 0,1 % de toutes les entités gouvernementales ont été sanctionnées par le système chaque année. Le système de crédit social cible les organismes gouvernementaux, évalue le rendement des gouvernements locaux et se concentre sur les problèmes financiers tels que les dettes des gouvernements locaux et les défauts de paiement. Le gouvernement central espère que le système pourra améliorer « l’autodiscipline gouvernementale ». Les gouvernements locaux sont également encouragés et récompensés par le système de crédit social s’ils réussissent à mettre en œuvre et à suivre les ordres du gouvernement central.

### Pour les particuliers
En 2020, les particuliers faisaient l’objet de 10,3 % de toutes les mesures d’application de la loi, ce qui touchait environ 0,15 % à 0,3 % de la population nationale chaque année. La relation du système de crédit social avec les individus se concentre sur la fiabilité financière des citoyens individuels. La gestion du système avec les individus est principalement axée sur le remboursement de la dette, bien que des violations majeures de la loi aient également été sanctionnées. L’un des principaux centres d’intérêt est celui de l’esquivé de la dette (laolai), une expression qui fait référence à ceux qui peuvent payer leurs dettes mais choisissent de ne pas le faire. Une liste noire de laolai est tenue par la Cour populaire suprême.
En plus des comportements financiers malhonnêtes et frauduleux, il y a eu des propositions dans certaines villes pour répertorier officiellement plusieurs comportements comme facteurs négatifs des cotes de crédit, y compris jouer de la musique forte ou manger dans les transports en commun, les règles de circulation telles que les infractions aux feux rouges, faire des réservations dans des restaurants ou des hôtels mais ne pas se présenter, ne pas trier correctement les déchets personnels, utiliser frauduleusement les cartes d’identité des transports en commun d’autres personnes, etc. D’autre part, y compris les comportements répertoriés comme des facteurs positifs des cotes de crédit tels que le don de sang, le don à des œuvres caritatives, le bénévolat pour des services communautaires, l’éloge des efforts du gouvernement sur les médias sociaux, etc, en raison du fait que le système repose principalement sur des documents administratifs numérisés, les premiers efforts pour intégrer les données comportementales dans le système ont été principalement rejetés.
Il existe diverses sanctions pour les débiteurs. Les débiteurs en défaut sont placés sur des listes noires tenues par les tribunaux chinois et partagées avec le ministère de la Sécurité publique, qui contrôle les points de contrôle d’entrée et de sortie du pays. Les personnes ayant des dettes impayées peuvent faire l’objet d’interdictions de sortie et être empêchées de quitter le pays afin d’encourager ou de forcer le recouvrement de créances. Selon le Financial Times, en 2017, quelque 6,7 millions de débiteurs avaient déjà été placés sur des listes noires et empêchés de quitter le pays à la suite de la nouvelle politique. Les avantages futurs d’un score élevé pourraient inclure un accès plus facile aux prêts et aux emplois et la priorité lors de la paperasse bureaucratique. Une personne ayant un faible crédit social peut se voir refuser un emploi dans des endroits tels que les banques, les entreprises d’État ou en tant que dirigeant d’entreprise. Le gouvernement chinois encourage la vérification de l’inscription des noms des candidats sur la liste noire lors de l’embauche.
Dans certains programmes d’essai, l’humiliation publique est utilisée comme mécanisme pour dissuader les individus sanctionnés. Des photos d’identité judiciaire d’individus figurant sur la liste noire sont parfois affichées sur de grands écrans LED sur des bâtiments ou montrées avant le film dans les salles de cinéma. Certaines informations personnelles des personnes figurant sur la liste noire sont délibérément rendues accessibles au public et sont affichées en ligne ainsi que dans divers lieux publics tels que les cinémas et les bus, tandis que certaines villes ont également interdit aux enfants de résidents « indignes de confiance » de fréquenter des écoles privées et même des universités. Les personnes ayant une cote de crédit élevée peuvent recevoir des récompenses telles que moins de temps d’attente dans les hôpitaux et les agences gouvernementales, des réductions dans les hôtels, une plus grande probabilité de recevoir des offres d’emploi, etc.
Selon Sarah Cook de Freedom House en 2019, les projets pilotes au niveau des villes pour le système de crédit social ont inclus la récompense des personnes qui aident les autorités à faire respecter les restrictions des pratiques religieuses, notamment en contraignant les pratiquants de Falun Gong à renoncer à leurs croyances et en signalant les Ouïghours qui prient publiquement, jeûnent pendant le Ramadan ou pratiquent d’autres pratiques islamiques. Dans une étude d’octobre 2022, des professeurs de l’Université de Princeton, de la Freie Universität Berlin et de l’Université d’État de Pennsylvanie ont également constaté que « la répression des manifestants, des pétitionnaires, des journalistes et des militants politiques via le SCS est courante dans les localités chinoises ».

### Pour les organisations sociales
En 2020, les organisations non gouvernementales faisaient l’objet de 3,3 % de toutes les mesures d’application de la loi. Bien que l’application de la loi reste un petit groupe en termes numériques, leur inclusion a une implication importante car elle affecte les ONG étrangères opérant en Chine.

### Exemples de politiques de procès en ville
La plupart des initiatives dans le cadre du système de crédit social n’impliquent pas de scores numériques réels. Au lieu de cela, la documentation d’infractions spécifiques est enregistrée dans le profil de crédit d’une personne, à l’exception des programmes d’essai lancés par certaines villes et communautés. La politique actuelle varie considérablement d’une ville à l’autre, et la participation est volontaire. Les profils de crédit locaux ne sont pas partagés entre les villes.
Depuis le début des années 2010, plusieurs villes chinoises ont lancé des programmes pilotes pour tester et développer un système de crédit social potentiel. Certains de ces programmes ont attribué des notes à des individus, mais de nombreux programmes de notation ont fait l’objet de critiques. La principale critique de ces programmes pilotes est venue des médias d’État chinois, qui ont dénoncé ces pratiques comme ayant injustement restreint les droits légaux ou suivi des comportements personnels qui n’avaient aucun rapport avec le concept de « crédit ». En 2019, le gouvernement chinois a renforcé cette critique en publiant des directives claires pour prévenir les abus, affirmant explicitement que les « scores » ne peuvent pas être utilisés pour punir les citoyens. En conséquence, de nombreux programmes pilotes ont été abandonnés, tandis que certaines villes pilotes ont révisé leurs programmes. C’est le cas, par exemple, de Wenzhou, qui a abandonné son programme initial et, en 2019, l’a révisé pour en faire un « programme d’encouragement uniquement ». Un autre était Rongcheng, qui a modifié son programme pilote en 2021, de sorte qu’il était strictement volontaire et ne pouvait émettre que des récompenses. Selon un article de 2022 de l’Institut Mercator pour les études chinoises (MERICS), les seuls programmes du système de crédit social qui continuent d’avoir des « scores personnels » des individus sont strictement destinés à émettre des incitations positives uniquement. Dans le cadre de certaines politiques, des scores plus élevés peuvent rapporter à un participant des transports en commun moins chers, des files d’attente de sécurité plus courtes dans les métros ou des réductions d’impôts.
| Étape           | Type    | Introduction | Politique |
| --------------- | ------- | ------------ | --- |
| Essais en ville | Social  | 2016         | À partir du 1er mai 2016, les résidents âgés de Shanghai peuvent poursuivre leurs enfants ou d’autres membres de leur famille si ces derniers ne rendent pas régulièrement visite aux personnes âgées et les tribunaux de Shanghai peuvent décider que les enfants ou d’autres membres de la famille doivent rendre visite aux personnes âgées et, en cas de refus, les enfants ou les membres de la famille concernés seront inscrits sur une liste noire. |
| Essais en ville | Social  | 2019         | Le gouvernement de Pékin a officiellement annoncé qu’il commencerait à explorer et à tester un « score de crédit personnel ». |
| Essais en ville | Social  | 2019         | À Pékin, un comportement inapproprié dans les systèmes de transport en commun rapide, y compris jouer de la musique forte ou manger (sauf pour les nourrissons et les personnes malades), pourrait entraîner un dossier négatif dans les profils de crédit locaux. |
| Essais en ville | Social  | 2018         | Dans certaines intersections de Pékin et de Shenzhen, les informations personnelles des contrevenants sont affichées publiquement sur les écrans des carrefours et les infractions aux feux rouges pourraient être enregistrées dans les profils de crédit à l’avenir. |
| Essais en ville | Social  | 2019         | - À partir du 1er août 2019, les résidents de Guangzhou qui trichent aux examens nationaux, provinciaux ou municipaux recevront un dossier négatif dans leur profil de crédit. - À partir du 1er août 2019, les résidents de Guangzhou qui utilisent frauduleusement les cartes d’identité des transports publics ou les fausses cartes d’identité d’autres personnes ou qui occupent les sièges d’autres personnes peuvent recevoir un dossier négatif dans leur profil de crédit. |
| Essais en ville | Social  | 2018–2019    | - À partir du 1er novembre 2019, les résidents de Shenzhen, âgés d’au moins 14 ans, qui enfreignent le code de la route comme la traversée et le franchissement à un feu rouge, une fois pris, recevront un dossier négatif dans leur profil de crédit. Pour les résidents de moins de 14 ans qui enfreignent le code de la route, leurs tuteurs légaux devront suivre des cours de formation ou suivre certains services sociaux, sinon l’infraction au code de la route sera enregistrée dans leur profil de crédit. - À Shenzhen, les infractions au code de la route commises par des conducteurs de véhicules à moteur ou de cyclomoteurs, telles que l’utilisation inappropriée des feux de route et la conduite en état d’ébriété, peuvent être enregistrées dans les profils de crédit des conducteurs ; Si le conducteur reçoit une amende routière 5 fois ou plus au cours d’une année ou s’il a 3 infractions non résolues ou plus au cours d’une année, il recevra un enregistrement négatif dans son profil. |
| Essais en ville | Social  | 2019         | À partir du 1er août 2019, les particuliers et les organisations de Hangzhou qui ne respectent pas les règles de tri des déchets de la ville recevront un dossier négatif dans leur profil de crédit et devront payer un montant correspondant d’amende. |
| Essais en ville | Social  | 2019         | À partir du 8 juillet 2019, les cyclomotoristes et les piétons qui commettent 5 infractions au moins au code de la route (y compris des infractions aux feux rouges) au cours d’une année recevront un dossier négatif dans leur profil de crédit à Nanjing. À certains endroits, les renseignements personnels des contrevenants sont affichés publiquement sur les écrans des carrefours. |
| Essais en ville | Social  | 2016         | À partir de 2016, la ville de Suzhou a lancé le « score d’Osmanthus ». 25 types de comportement des résidents entraîneront une baisse de leur cote de crédit, y compris la tricherie dans les jeux vidéo en ligne, les réservations dans les hôtels ou les restaurants, mais ne se présentant pas, le défaut de payer rapidement les factures de téléphone portable, le défaut de récupérer les plats à emporter commandés, etc part, faire des dons de sang ou faire du bénévolat peut augmenter sa cote de crédit. |
| Essais en ville | Social  | 2017         | - La ville de Jinan a lancé un système de points de pénalité pour la réglementation des chiens. À partir du 1er janvier 2017, les propriétaires de chiens perdent trois points pour avoir laissé leur chien sans laisse dans les lieux publics, pour avoir laissé son chien déranger d’autres personnes, pour ne pas avoir nettoyé après ses chiens, etc. Les propriétaires perdent trois autres points lors de la deuxième infraction. Ils perdent les 12 points pour la troisième fois et se voient interdire de posséder un chien pendant une période de 5 ans ; Les propriétaires perdent également les 12 points immédiatement si leurs chiens sont trouvés non enregistrés auprès du gouvernement ou en défaut lors de l’examen annuel. chiens des propriétaires avec zéro point sont confisqués par le gouvernement jusqu’à ce que le propriétaire suive des cours gratuits sur les règles pertinentes de la ville et réussisse les examens correspondants. - Shanghai Le service de police avait l’intention d’établir un système de points en 2019 pour les infractions commises par les propriétaires de chiens, qui est lié aux profils de crédit globaux des propriétaires. |
| Essais en ville | Affaire | 2018         | En novembre 2018, un plan détaillé a été élaboré pour la poursuite de la mise en œuvre du programme 2018-2020 à Beijing. Il s’agissait notamment de mettre sur liste noire les personnes travaillant dans les transports publics et de divulguer publiquement les cotes de manque de fiabilité des personnes et des entreprises. |

## Système de crédit social dans la fiction
La série Black Mirror explore dans l'épisode Nosedive certaines des implications négatives d'un système comme le système de crédit social chinois. Ces réflexions se retrouvent également dans la série Community[réf. nécessaire], dans l'épisode App Development and Condiments, ou dans l'épisode Majority Rule de la série The Orville.
La Zone du Dehors d'Alain Damasio explore aussi ce système avec le « système du clastre » (classification générale des citoyens).
Le roman AAA de Yoan H. Padines est un thriller d'anticipation qui dépeint une France de 2040 où le crédit social est devenu la norme.

## Critiques
La chancelière Angela Merkel critique à Wuhan en septembre 2019 le système de crédit social chinois, indiquant qu'en Europe « la protection des données personnelles [est] considérée comme faisant partie des droits de l’homme ».
Au début des années 2020, le système a été ridiculisé sur internet. Cela a été illustré par différents mèmes internet, montrant de manière très absurde ce qui se passerait si le crédit social augmentait ou diminuait en fonction des phrases ou des mots utilisés et des actions effectuées,,.

## Idées fausses
Il y a eu un certain nombre de reportages erronés et d’idées fausses dans les médias de masse de langue anglaise en raison d’erreurs de traduction, de sensationnalisme, d’informations contradictoires et d’un manque d’analyse complète. Parmi les exemples de ces idées fausses populaires, citons une supposition erronée répandue selon laquelle les citoyens chinois sont récompensés et punis sur la base d’un score numérique (score de crédit social) attribué par le système, que ses décisions sont prises par l’IA et qu’il surveille constamment les citoyens chinois.
- En juillet 2019, Wired a rapporté qu’il existait des idées fausses concernant le système de crédit social de la Chine. Il a fait valoir que « les préoccupations occidentales sur ce qui pourrait arriver avec le système de crédit social chinois ont, d’une certaine manière, dépassé les discussions sur ce qui se passe déjà réellement... Les représentations exagérées peuvent également contribuer à minimiser les efforts de surveillance dans d’autres parties du monde. L’augmentation des idées fausses, selon Jeremy Daum de l’Université de Yale, est due aux erreurs de traduction, à la différence d’utilisation des mots, etc.
- En mai 2019, Logic a publié un article de Shazeda Ahmed, qui soutenait que « les médias étrangers ont déformé le système de crédit social en une dystopie technologique très éloignée de ce qui se passe réellement en Chine ». Elle a souligné que les idées fausses les plus courantes comprenaient la croyance selon laquelle les données de surveillance sont liées à une base de données centralisée ; que les activités humaines en ligne et hors ligne sont attribuées avec des valeurs réelles qui peuvent être déduites et que chaque citoyen chinois a un score numérique calculé par un algorithme informatique.
- En mars et février 2019, MIT Technology Review a déclaré qu'« en Occident, le système est très controversé et souvent dépeint comme un régime de surveillance alimenté par l’IA qui viole les droits de l’homme ». Cependant, le magazine a rapporté que « de nombreux chercheurs soutiennent que les scores de crédit social n’auront pas l’effet de contrôle à grande échelle présumé... le système agit plus comme un outil de propagande que comme un outil d’application de la loi » et que « d’autres soulignent qu’il s’agit simplement d’une extension de la longue tradition de la culture chinoise de promouvoir un bon comportement moral et que les citoyens chinois ont une perspective complètement différente de la vie privée et de la liberté ».
- En novembre 2018, Foreign Policy a énuméré certains facteurs qui ont contribué à l’idée fausse du système de crédit chinois. Parmi les facteurs possibles, mentionnons l’ampleur et la variété du programme du système de crédit social et les difficultés qu’il y a à produire des rapports exhaustifs.
- En mai 2018, Rogier Creemers de l’Université de Leiden a déclaré que malgré les intentions du gouvernement chinois d’utiliser le big data et l’intelligence artificielle, la méthode réglementaire de SCS restait relativement rudimentaire. Ses recherches ont conclu qu’il est « ... peut-être plus exact de concevoir la SCS comme un écosystème d’initiatives partageant largement une logique sous-jacente similaire, plutôt qu’une machine entièrement unifiée et intégrée de contrôle social.
- En novembre 2018, Bing Song, directeur du Centre chinois de l’Institut Berggruen, a publié un article d’opinion dans le Washington Post, affirmant que les médias et les institutions occidentales avaient mal rapporté les détails et les mécanismes du système du crédit social. L’article suggérait que les médias ont confondu les mécanismes privés de déclaration des scores avec le système national. Il a également noté que les pénalités sont exécutées sur la base des lois et règlements de la Cour suprême, tandis que les sociétés de notation privées et les agences gouvernementales ne sont pas en mesure d’imposer des sanctions. Il a fait valoir que les nombreux reportages des médias ignoraient souvent le fait que les gouvernements locaux peuvent être ciblés dans les listes noires et que les systèmes de notation et leurs effets étaient exagérés par de nombreux reportages dans les médias. Il a également fait valoir que les attentes culturelles du gouvernement et son rôle en Chine sont différents de ceux d’autres pays.
- En mars 2021, The Diplomat a fait remarquer que l’hypothèse des observateurs occidentaux selon laquelle le système du Crédit social est un système de surveillance orwellien exagère la réalité et le but du système dans la vie réelle. Malgré l’affirmation, le système de crédit social est « une extension des notations de crédit d’évaluation du risque d’émission d’obligations introduites en Chine dans les années 1980 » et remplit principalement la fonction d’outil d’évaluation des risques financiers.
- En octobre 2021, le groupe de réflexion The Jamestown Foundation, basé à Washington, a exploré la fonction du système de crédit social et a conclu qu’il y avait eu des interprétations erronées généralisées concernant la fonction et le mécanisme du SCS. Le groupe de réflexion a constaté que les perceptions erronées d’un système d’évaluation des citoyens piloté par des algorithmes proviennent d’analyses précoces qui confondaient les mécanismes d’application de la réglementation et les campagnes de propagande morale de l’initiative SCS. De plus, beaucoup n’ont pas fait la distinction entre les réglementations gouvernementales et les systèmes de notation de crédit privés. Les entreprises ont promu de manière hyperbolique les capacités prédictives des scores, ce qui a peut-être résonné avec l’anxiété et les préoccupations de l’Occident concernant la collecte de données d’entreprise et l’accès du gouvernement aux informations personnelles.
- En 2022, les universitaires Diana Fu et Rui Hou ont noté la persistance des idées fausses occidentales dans leur article Rating Citizens with China’s Social Credit System, déclarant : « Des articles de médias occidentaux ont d’abord comparé le système à un épisode de la série de science-fiction britannique Black Mirror dans lequel le comportement quotidien des individus, jusque dans les moindres détails, était suivi et évalué par d’autres personnes et un gouvernement « big brother ». Depuis lors, des universitaires et des journalistes ont cherché à dissiper cette représentation dystopique du système de crédit social, mais l’image a continué à vivre, en particulier après que l’administration Trump a commencé à l’utiliser dans le cadre de sa politique anti-chinoise en 2017 et 2018.
- En 2023, l’universitaire Filip Šebok a écrit que le mythe le plus courant associé au crédit social est peut-être qu’il existe un seul score numérique qui enregistre le comportement des individus. Un tel score n’existe pas.
- L’universitaire Vincent Brussee écrit qu’en 2023, « des centaines de gros titres ont discuté du système, mais peu ont systématiquement décomposé ce qu’est le [système de crédit social] et comment il fonctionne. Certaines études font référence à l’ambition « époustouflante » du système et aux « quantités massives de données comportementales » qui entrent dans le système sans étayer ces affirmations de quelque manière que ce soit. D’autres s’appuient sur des hypothèses sur ce à quoi ressemblera le système, spéculant à tort que tout le monde recevra un score de crédit social, que ce score sera accessible au public et qu’une mauvaise note aura des conséquences d’une portée considérable. C’est comme un jeu de chuchotements chinois qui a mal tourné.

### Idées fausses sur Zhima Credit et les programmes pilotes de 2015
[modifier le wikicode]
Lié : Zhima Credit
Le Zhima Credit d’Alibaba, également traduit en anglais par Sesame Credit, est une initiative de crédit sur le marché privé qui est finalement devenue un programme de fidélité. Il a souvent été confondu avec le crédit social.
En 2015, la PBOC a désigné huit entreprises privées pour piloter des mécanismes d’évaluation du crédit personnel (zhengxin).  programmes pilotes étaient des mécanismes de zhengxin, ils avaient peu de lien avec l’idée de crédit social plus largement. Zhima Credit était l’un des mécanismes pilotes de zhengxin. Il s’agissait d’une initiative de notation opt-in proposée pour évaluer la solvabilité des utilisateurs même si ces utilisateurs n’avaient pas d’antécédents de crédit formels.  pas les mesures standard de l’industrie telles que les revenus ou les dettes, mais évaluait des facteurs tels que la capacité de dépense des utilisateurs et la présence des utilisateurs pour les réservations de voyage.  
Après la sortie de Zhima Credit, les médias ont émis d’importantes spéculations selon lesquelles il pourrait se transformer en un système national de crédit social d’ici 2020. Cela ne s’est pas produit. Zhima Credit et les autres initiatives pilotes n’ont jamais été liées au système financier au sens large. Zhima Credit ne s’est pas avéré être un mécanisme efficace d’évaluation du crédit car les données n’ont montré aucun lien statistiquement significatif entre ses paramètres et la capacité d’un utilisateur à rembourser ses prêts.  
Dans une interview, le directeur de la technologie d’Alibaba a suggéré que les personnes qui jouaient trop à des jeux vidéo pourraient être considérées comme moins dignes de confiance. Les organes de presse à travers le monde ont suggéré à tort que les gens pourraient perdre leur crédit social en jouant trop à des jeux vidéo. Aucune métrique de jeu vidéo n’a jamais été implémentée.
En fin de compte, Zhima Credit est devenu un programme de fidélité qui récompensait les utilisateurs pour l’utilisation des services et des plateformes d’achat d’Alibaba. La PBOC a décidé de ne pas prolonger les licences de crédit des huit programmes pilotes privés à partir de 2015.  

## Systèmes semblables hors de Chine
D'après Jean-Gabriel Ganascia, président du comité d'éthique du CNRS, interviewé par Élise Lucet en octobre 2019, il existe déjà un crédit social sur Internet où « nous sommes notés en permanence », ainsi que dans certaines institutions financières, telles que assurances et banques. Les informations transmises via les médias sociaux sur Internet sont récupérées par un certain nombre de grandes entreprises. Il évoque aussi les technologies de reconnaissance faciale par exemple testées à Nice